# Anton Miron
Anton Miron (n. 8 august 1941, Bezeda) este un deputat moldovean în Parlamentul Republicii Moldova, ales în Legislatura 2005-2009 pe listele Partidului Comuniștilor.